# Ernst Stötzner
Pour les articles homonymes, voir Stötzner.
Ernst Stötzner, né le 1952 à Francfort (Allemagne de l'Ouest), est un acteur allemand.

## Filmographie

### Au cinéma
- 1983 : Klassen Feind : Fetzer
- 1989 : La Toile d'araignée (Das Spinnennetz) : Günter
- 1992 : Nie wieder schlafen : Persecuted Man
- 1995 : Underground : Franz  /  Actor playing Franz
- 2000 : Die Einsamkeit der Krokodile : Helmut
- 2003 : Die Klasse von '99 - Schule war gestern, Leben ist jetzt : Kellenter
- 2004 : Zwischen Nacht und Tag : Paul
- 2006 : Ein Dichter in der Familie : Hans Krause
- 2006 : Klimt : Minister Hartl
- 2009 : This Is Love : Jörg
- 2010 : Die kommenden Tage (Les Jours à venir) : Walter Kuper
- 2011 : Fenster zum Sommer : Makler Kupferschmidt
- 2012 : Was bleibt : Günter Heidtmann
- 2013 : Meine Schwestern : Daniel
- 2013 : Stiller Sommer : Herbert
- 2015 : Becks letzter Sommer : Rektor Dieter Heym
- 2015 : Jack : Neumann
- 2016 : Seul dans Berlin (Alone in Berlin) : Dptm. Head Walter
- 2016 : Frantz : Doktor Hans Hoffmeister
- 2016 : Mutter reicht's jetzt : Karl Weller
- 2017 : Tatort: Der wüste Gobi : Pro. Martin Eisler

### À la télévision

#### Téléfilm
- 2019 : Brecht, téléfilm biographique en deux parties de Heinrich Breloer : Caspar Neher

#### Série
- 2017 : Charité